# Franck Surdez
Franck William Surdez (Neuchâtel, 5 maggio 2002) è un calciatore svizzero, attaccante del Gent.

## Carriera

### Club
Surdez è cresciuto nel settore giovanile del Neuchâtel Xamax dove ha debuttato il 13 settembre 2020 nell'incontro di Coppa Svizzera perso 4-1 contro il Kriens. Ha esordito in Challenge League pochi mesi dopo, il 1º dicembre contro lo Stade Lausanne-Ouchy.
Il 16 marzo 2021 ha firmato il suo primo contratto professionistico ed il 1º marzo dell'anno successivo ha segnato il suo primo gol nella trasferta vinta 2-1 contro il Thun.
Il 25 gennaio 2024 è stato acquistato a titolo definitivo dal Gent, club della prima divisione belga, con cui poi rimane anche per la stagione 2024-2025.

### Nazionale
Ha giocato nelle nazionali giovanili svizzere Under-20 e Under-21.

## Statistiche

### Presenze e reti nei club
Statistiche aggiornate al 30 novembre 2024.
| Stagione                  | Squadra                   | Campionato                | Campionato | Campionato | Coppe nazionali | Coppe nazionali | Coppe nazionali | Coppe continentali | Coppe continentali | Coppe continentali | Altre coppe | Altre coppe | Altre coppe | Totale | Totale | Totale |
| Stagione                  | Squadra                   | Comp                      | Pres       | Reti       | Comp            | Pres            | Reti            | Comp               | Pres               | Reti               | Comp        | Pres        | Reti        | Pres   | Reti   |        |
| ------------------------- | ------------------------- | ------------------------- | ---------- | ---------- | --------------- | --------------- | --------------- | ------------------ | ------------------ | ------------------ | ----------- | ----------- | ----------- | ------ | ------ | ------ |
| 2020-2021                 | Neuchâtel Xamax II        | 2L                        | 11         | 2          | -               | -               | -               | -                  | -                  | -                  | -           | -           | -           | 11     | 2      |        |
| 2021-2022                 | Neuchâtel Xamax II        | 2L                        | 6          | 0          | -               | -               | -               | -                  | -                  | -                  | -           | -           | -           | 6      | 0      |        |
| 2022-2023                 | Neuchâtel Xamax II        | 1L                        | 18         | 12         | -               | -               | -               | -                  | -                  | -                  | -           | -           | -           | 18     | 12     |        |
| Totale Neuchâtel Xamax II | Totale Neuchâtel Xamax II | Totale Neuchâtel Xamax II | 35         | 14         |                 | -               | -               |                    | -                  | -                  |             | -           | -           | 35     | 14     |        |
| 2020-2021                 | Neuchâtel Xamax           | ChL                       | 6          | 0          | CS              | 1               | 0               | -                  | -                  | -                  | -           | -           | -           | 7      | 0      |        |
| 2021-2022                 | Neuchâtel Xamax           | ChL                       | 24         | 4          | CS              | 2               | 0               | -                  | -                  | -                  | -           | -           | -           | 26     | 4      |        |
| 2022-2023                 | Neuchâtel Xamax           | ChL                       | 7+2        | 0          | CS              | 0               | 0               | -                  | -                  | -                  | -           | -           | -           | 9      | 0      |        |
| 2023-gen. 2024            | Neuchâtel Xamax           | ChL                       | 17         | 7          | CS              | 2               | 2               | -                  | -                  | -                  | -           | -           | -           | 19     | 9      |        |
| Totale Neuchâtel Xamax    | Totale Neuchâtel Xamax    | Totale Neuchâtel Xamax    | 56         | 11         |                 | 5               | 2               |                    | -                  | -                  |             | -           | -           | 61     | 13     |        |
| gen.-giu. 2024            | Gent                      | D1                        | 9          | 0          | CB              | 0               | 0               | -                  | -                  | -                  | -           | -           | -           | 9      | 0      |        |
| 2024-2025                 | Gent                      | D1                        | 16         | 1          | CB              | 0               | 0               | UCL                | 7                  | 0                  | -           | -           | -           | 23     | 1      |        |
| Totale Gent               | Totale Gent               | Totale Gent               | 25         | 1          |                 | 0               | 0               |                    | 7                  | 0                  |             | -           | -           | 32     | 1      |        |
| Totale carriera           | Totale carriera           | Totale carriera           | 115        | 26         |                 | 5               | 2               |                    | 7                  | 0                  |             | -           | -           | 117    | 28     |        |